# بيوتر هارين
بيوتر هارين (بالدنماركية: Piotr Haren)‏ هو لاعب كرة قدم دنماركي في مركز الدفاع، ولد في 2 مايو 1970 في وودج في بولندا. شارك مع منتخب الدنمارك تحت 19 سنة لكرة القدم ومنتخب الدنمارك تحت 21 سنة لكرة القدم. أما مع النوادي، فقد لعب مع آرهوس جمناستيك فورينينغ وأبولون ليماسول وبولدكلوبن فرم وكوبنهاغن بولدكلوب ونادي كوبنهاغن ونادي لينغبي.